# (12222) Perotto
(12222) Perotto ist ein Asteroid des mittleren Hauptgürtels, der am 19. November 1982 im italienischen Observatorium San Vittore (IAU-Code 552) in Bologna entdeckt wurde.
Er wurde zu Ehren des italienischen Elektroingenieurs Pier Giorgio Perotto (1930–2002) benannt.